# Plaza Puerto Argentino
La plaza Puerto Argentino (también denominada Espigón Puerto Argentino) es un espacio público en terreno ganado al Río de la Plata ubicado en la Costanera Norte en el barrio de Palermo de la Ciudad de Buenos Aires, Argentina, junto a la Avenida Costanera Rafael Obligado y al Aeroparque Jorge Newbery. Debe su nombre a Puerto Argentino, principal localidad de las islas Malvinas.

## Historia
Se inauguró en octubre de 1997, en el sitio donde se ubicaba el restaurante Ski Ranch, demolido. Tiene un anfiteatro, un mirador, toboganes, sillas, mesas y árboles y palmeras.

### Monumento a Colón
En junio de 2014, tras un acuerdo entre el gobierno nacional y el gobierno porteño y la posterior aprobación de la Legislatura Porteña, se acodó trasladar el Monumento a Cristóbal Colón desde el patio de la Casa Rosada al espigón Puerto Argentino. Según el gobierno porteño, el espigón Puerto Argentino reúne las condiciones de carácter simbólico del monumento por su cercanía al Río de la Plata y su orientación hacia Europa. En julio de 2015 la escultura fue trasladada por partes al espigón para ser colocada en el basamento ya construido, donde se mantiene hasta la actualidad. Para julio de 2016, la obra no presentaba avances y el monumento continuaba desmembrado en el espigón.
Los representantes de la colectividad italiana se opusieron a su nueva ubicación; por un lado esgrimen que el sitio está asignado para un homenaje a los combatientes de la guerra de las Malvinas y, por otro lado, se planea construir un Museo de la Italianidad con cafeterías, restaurantes, y comercios «que denigran al monumento en si».